# Lapitz
Lapitz était une municipalité allemande située dans le land de Mecklembourg-Poméranie-Occidentale et l'Arrondissement du Plateau des lacs mecklembourgeois.
Depuis le 1er janvier 2012, elle a fusionné avec les communes de Krukow et Puchow pour former la nouvelle commune de Kuckssee.